# 杜瓊
杜 瓊（と けい）は、中国後漢末期から三国時代の政治家。字は伯瑜。益州蜀郡成都県の出身。

## 事績
若い頃、任安から図讖を学び、その術を究めた。劉璋の時代に召し出されて従事となった
劉備が益州を平定すると、議曹従事に任じられた。
劉禅の皇帝即位後は諫議大夫に任命された。その後も、左中郎将・大鴻臚・太常と昇進を続けた。
杜瓊は控え目な性格で言葉少なく、門を閉ざして世俗に関わろうとしなかった。蔣琬や費禕らはみな杜瓊の才能を高く評価していた。
延熙13年（250年）、八十余歳で亡くなった。『韓詩章句』を著したが子供たちに教えなかったので、図讖の術を継承する者はいなかった。